# Cerkiew św. Dymitra z Tesaloniki w Petersburgu (Kołomiagi)

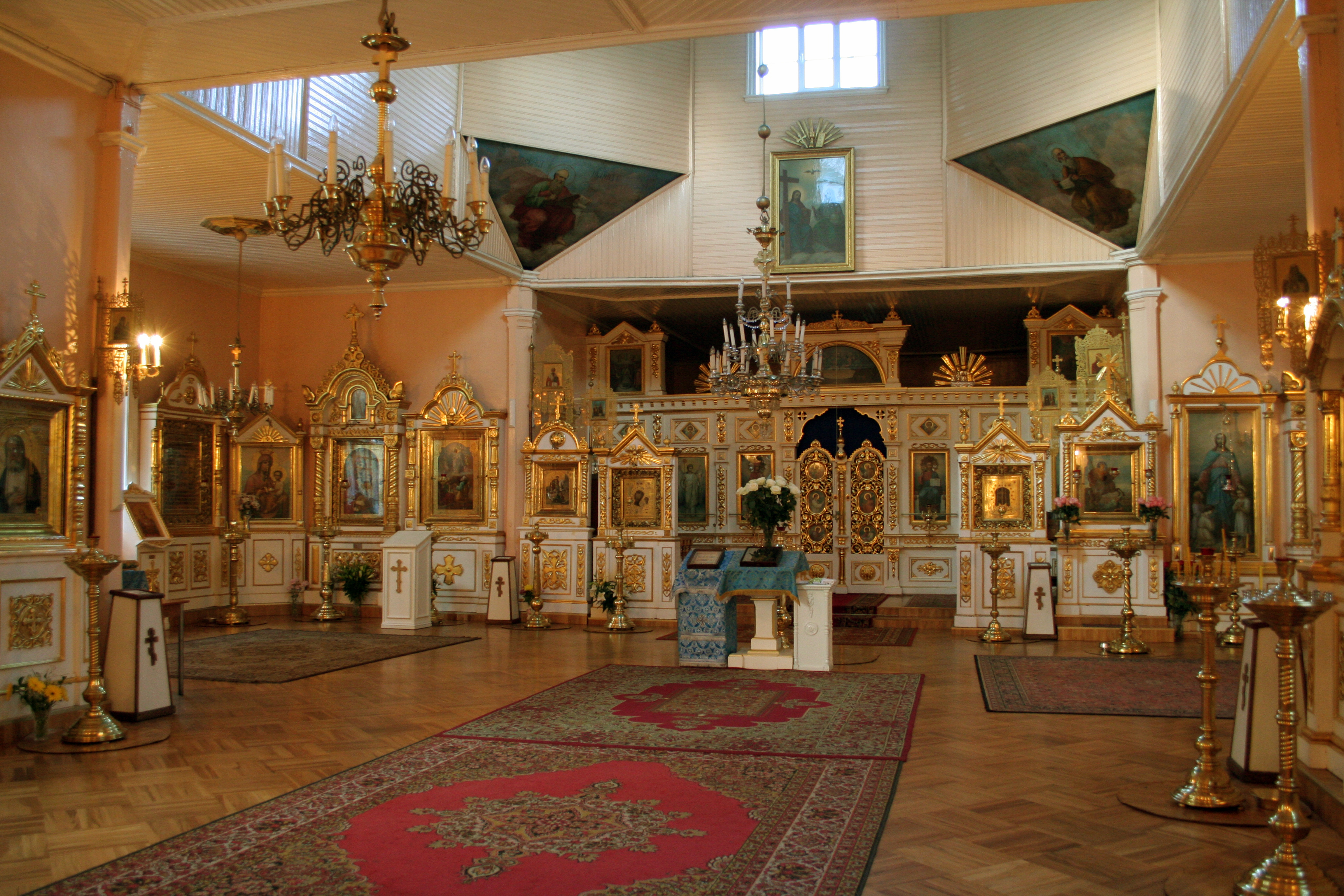
Ikonostas

Cerkiew św. Dymitra z Tesaloniki – prawosławna cerkiew w Petersburgu, w rejonie Kołomiagi.
Budynek został wzniesiony w 1906 według projektu A. Wsiesławina, drogą rozbudowy istniejącej wcześniej kaplicy. Koszt budowy został pokryty przez miejscowych parafian oraz hrabiego A. Orłowa-Dienisowa-Nikitina, który również przekazał grunt pod jego wzniesienie. Oprócz funkcji religijnych, cerkiew miała pełnić funkcje pomnika przypominającego o zwołaniu Dumy Państwowej i uwłaszczeniu chłopów. Prace budowlane, rozpoczęte w czerwcu 1906, zakończono w grudniu tego samego roku, jednak uroczyste poświęcenie cerkwi miało miejsce dopiero 9 czerwca 1907.
Cerkiew św. Dymitra pozostawała czynna przez niemal cały okres swojego istnienia; tylko przez kilka miesięcy po rewolucji październikowej funkcjonował w niej klub. W czasie blokady Leningradu była to jedna z nielicznych świątyń prawosławnych w mieście, w których odbywały się nabożeństwa. Po 1990 obiekt był remontowany.
Cerkiew wzniesiona jest z drewna, jest jednonawowa, z dzwonnicą zwieńczoną iglicą ponad przedsionkiem. Nad nawą wznosi się ośmioboczny bęben, na którym ponad rzędem kokoszników umieszczono trzy cebulaste kopułki.
W świątyni znajdują się cząsteczki relikwii św. Serafina z Sarowa, św. Pitirima Tambowskiego, św. patriarchy Tichona oraz patrona cerkwi.